# Erismann
Erismann  - одна з провідних компаній Європи, що спеціалізується на виготовленні шпалерної продукції.

## Історія
Компанія Erismann & Cie. була заснована в 1838 році в Брайзахе-на-Рейні. Фактично, компанія Erismann & Cie. виробляла тут шпалери з 1838 по 1858 рік, поки фірма не перестала бути прибутковою. 1840-1841 роках Франц Йозеф Мюллер об'їжджає область Німецького митного союзу із зразками шпалер компанії Erismann & Cie. - на кінному екіпажі «Місце заправки», у якому комівояжери і молоді підприємці на кшталт Франца Йозефа Мюллера можуть зробити перерву. Спочатку кожен шаблон шпалер був унікальний тим, що його розмальовували вручну. З цього шаблону майстер виготовляв відтворений зразок вручну «à la planche» за допомогою дерев'яної друкованої дошки. Використовуючи цю дошку, він наносив друковані малюнки на паперові полотна, на шкіру або тканину. Повністю використовувати ручний друкарський верстат стали в 1848 році.
1858 рік - під керівництвом Франца Йозефа Мюллера проводиться будівництво фабрики ручного тиснення на майбутньої вулиці Ріхард-Мюллер-Штрассе в Брайзахе.
Разом з цим новим спорудою він створює передумови для епохи зростаючої механізації у виробництві шпалер. Машини впроваджуються всюди. Все більш інтенсивна механізація торкнулася також і виробництва шпалер, коли 150 років тому мануфактура стала вільною від цехових обмежень і регламентів. За допомогою машин освоюються нові ринки. У Брайзахе Франц Йозеф Мюллер рано розпізнав нові можливості.
Вже в 1862 році була встановлена перша «машина», сконструйована в Парижі. За успішну реалізацію вимог духу часу на підприємстві Erismann з 1878 року відповідали Адольф і Герман Мюллер. В кінці 19 століття вони були одними з перших, хто опублікував оголошення в спеціальній періодичній пресі і звернув увагу на свій продукт. Характерним для розміщення оголошень в той час було виклад тільки письмового тексту, але в максимально можливих варіантах. Так, в 1897 році шпалерна фабрика Erismann завдяки рекламній діяльності однієї з перших стала номером 1 в спеціалізованій газеті. Під час Другої світової війни виробництво зупинилося. В зв'язку з метушнею перших повоєнних тижнів вона згоріла дотла 18 липня 1945 року. Фабрика перетворилася на руїни. Перша нова друкарська машина післявоєнної епохи була сконструйована Кленертом в 1948 році в Гамбурзі. До 1952 року за нею послідували ще п'ять друкованих машин.
За першим друкованим цехом в 1948 році вийшов другий (1951-1952 роки), у якому була 16-колірна друкарська машина. Справа знову налагодилася. На початку 70-х років Erismann впроваджує флексодрук і глибокий ротаційний друк. Починаючи з 1985 року, з впровадженням структурованих або рельєфних профільних спінених шпалер, Erismann пропонує новий продукт, який знаходить загальне захоплення У 1993 році Erismann набуває за межею міста Брайза заново побудовану шпалерну фабрику з машинним парком на найсучаснішому технічному рівні. У 2003 році в російському місті Воскресенськ під Москвою був заснований новий завод - ТОВ Erismann. З'являються найсучасніші виробничі установки для виготовлення шпалер методом трафаретного друку.
У 2008 році підприємство в Воскресенську розширюється завдяки будівництву ще одного виробничого цеху і складського приміщення, а також введення в експлуатацію третьої установки трафаретного друку останнього покоління.

## Захист навколишнього середовища
Будучи першим німецьким виробником шпалер, компанія Erismann ухвалила рішення проводити всі шпалери без фталатів. Фталати використовуються як пластифікатори і відносяться до так званих малолетучих органічних сполук. Виникли підозри, що вони негативно впливають на здоров'я.
Починаючи з 2010 року, використовується альтернативний пластифікатор - DINCH, який був спеціально розроблений для медичних виробів, наприклад шлангів для крапельниць. Таким же чином виконуються суворі вимоги директиви ЄС 2005/84 / EG, що стосуються іграшок і товарів для дітей.Їхня продукція відповідає не тільки положенням європейських стандартів EN 233, EN 234, EN 259 і EN 266, а й також виконує суворі приписи Товариства щодо забезпечення якості шпалер і знака якості RAL Німецького Інституту щодо забезпечення якості продукції та відповідності характеристикам для шпалер (GZ 479).
Проводяться регулярні контрольні перевірки на дотримання цих положень незалежними організаціями з використанням найсучасніших методів аналізу, як наприклад, відомим інститутом ім. Фраунгофера, Федеральним відомством з охорони навколишнього середовища і т. д.

## Головні офіси
- Німеччина: Erismann & Cie. GmbH
- Велика Британія: Erismann Wallcoverings Ltd
- Росія: OOO Erismann
- Франція: Erismann Papiers Peints S.à.r.l.